# 米尔皮塔斯站
米尔皮塔斯站（英语:Milpitas station），也称为米尔皮塔斯转乘中心，是舊金山灣區捷運位于美国旧金山湾区米尔皮塔斯的一个车站。此外还有轻轨线路，VTA，ACT公交线路。BART线路橙线和绿线停靠本站。本站轻轨于2004年启用。BART车站于2020年启用